# Split Open I 2021
Lo Split Open I 2021 è stato un torneo maschile di tennis giocato sulla terra rossa. È stata la 2ª edizione del torneo e faceva parte della categoria Challenger 80 nell'ambito dell'ATP Challenger Tour 2021. Si è giocato al Firule Tennis Club di Spalato, in Croazia, dal 5 all'11 aprile 2021. La settimana successiva si è tenuta la 3ª edizione, la 2ª del 2021.

## Partecipanti

### Teste di serie
| Nazionalità | Giocatore        | Ranking* | Testa di serie |
| ----------- | ---------------- | -------- | -------------- |
| Portogallo  | Pedro Sousa      | 111      | 1              |
| Australia   | Marc Polmans     | 137      | 2              |
| Austria     | Sebastian Ofner  | 152      | 3              |
| Egitto      | Mohamed Safwat   | 159      | 4              |
| Serbia      | Danilo Petrović  | 160      | 5              |
| Slovenia    | Blaž Rola        | 166      | 6              |
| Belgio      | Kimmer Coppejans | 170      | 7              |
| Slovacchia  | Filip Horanský   | 175      | 8              |

* Ranking al 22 marzo 2021.

### Altri partecipanti
I seguenti giocatori hanno ricevuto una wild card per il tabellone principale:
- Duje Ajduković
- Mili Poljičak
- Nino Serdarušić

I seguenti giocatori sono entrati in tabellone con il ranking protetto:
- Dustin Brown
- Thanasi Kokkinakis

Il seguente giocatore è entrato in tabellone come special exempt:
- Zdeněk Kolář

I seguenti giocatori sono passati dalle qualificazioni:
- Uladzimir Ihnacik
- Blaž Kavčič
- Akira Santillan
- Mirza Bašić

## Punti e montepremi
| Torneo    | Torneo              | V     | F     | SF    | QF    | 2T  | 1T  | Q | Q2  | Q1  |
| Singolare | Punti               | 80    | 48    | 29    | 15    | 7   | 0   | 4 | 1   | 0   |
| Singolare | Premi in denaro (€) | 6 190 | 3 650 | 2 160 | 1 260 | 730 | 450 | – | 225 | 115 |
| Doppio    | Punti               | 80    | 48    | 29    | 15    | –   | 0   | – | –   | –   |
| Doppio    | Premi in denaro (€) | 2 670 | 1 550 | 930   | 550   | –   | 310 | – | –   | –   |

## Campioni

### Singolare
In finale  Blaž Rola ha sconfitto  Blaž Kavčič con il punteggio di 2-6, 6-3, 6-2.

### Doppio
In finale  Andrej Golubev /  Oleksandr Nedovjesov hanno sconfitto  Szymon Walków /  Jan Zieliński con il punteggio di 7-5, 6(5)-7, [10-5].